# Knihovna Karla Dvořáčka
Knihovna Karla Dvořáčka, příspěvková organizace je veřejná knihovna s univerzálním knihovním fondem, pověřená výkonem regionálních funkcí. Jejím zřizovatelem je město Vyškov. Instituce poskytuje knihovnické a informační služby veřejnosti. Jako pověřená knihovna také obsluhuje celkem 87 dalších knihoven (z toho 6 profesionálních, 68 neprofesionálních a 13 vedených jako pobočky) nacházejících se na území vyškovského regionu.

## Současnost
V roce 2018 získala Knihovna Karla Dvořáčka Zvláštní ocenění SKIP ČR.
V roce 2020 měla knihovna 4 172 čtenářů, z tohoto počtu bylo 832 dětí. Ve stejném roce bylo evidováno 51 181 návštěv knihovny a čtenáři si vypůjčili celkem 128 236 dokumentů. Pro zájemce knihovna uspořádala 220 akcí, kterých se zúčastnilo 6 185 návštěvníků.

## Oddělení knihovny
Knihovna Karla Dvořáčka disponuje následujícími odděleními:
- Oddělení pro dospělé
- Dětské oddělení
- Referenční oddělení a K-klub
- Čítárna
- T-klub a hudební oddělení

## Služby
Knihovna Karla Dvořáčka nabízí knihovnické a informační služby:
- půjčování knih, časopisů, denního tisku, audioknih, CD, map, e-knih, deskových her
- kopírovací a tiskové služby
- poskytování bibliografických a faktografických informací
- vypracování rešerší
- internet pro veřejnost, Wi-Fi
- meziknihovní výpůjční služba
- donášková služba pro znevýhodněné občany
- možnost vracení knih do biblioboxu
- registrace a validace mojeID[5]

### Vzdělávání a kultura
- besedy, přednášky, vzdělávací pořady
- knihovnicko-bibliografické lekce
- Hrátky s pamětí, různé kurzy
- Univerzita třetího věku a Virtuální univerzita třetího věku
- Bookstart / S knížkou do života
- Celé Česko čte dětem
- Jižní Morava čte
- Den pro dětskou knihu
- workshopy, výtvarné dílny
- výstavy, vernisáže[5]

## Pobočky
Knihovna Karla Dvořáčka poskytuje knihovnické služby také ve 2 svých pobočkách:
- Pobočka Sídliště Víta Nejedlého, Morávkova 40, Vyškov
- Pobočka Rychtářov, Rychtářov 100